# Kim Hak-sun
Kim Hak-sun, née le 20 octobre 1924 et morte le 16 décembre 1997, est une militante sud-coréenne pour les droits humains, qui s'est engagée contre l'esclavage sexuel et le viol de guerre.
Au cours de la Seconde Guerre mondiale, Hak-su compte parmi les nombreuses jeunes femmes forcées à l'esclavage sexuel par l'Armée impériale japonaise. Elle est la première à témoigner sur le vécu des femmes de réconfort et à rendre publique son histoire en août 1991, contribuant à porter à l'attention du public la question de l'esclavage sexuel pendant la guerre du Pacifique. Lors d'une conférence de presse, elle a décrit sa souffrance en tant que femme de réconfort. Elle a dit que le fait de voir le drapeau impérial japonais « me fait encore frémir. Jusqu'à maintenant, je n'ai pas eu le courage d'en parler, même s'il y a tant de choses que je voudrais dire. En décembre 1991, elle a déposé un recours collectif contre le gouvernement japonais, ». Il sera suivi par plusieurs dizaines de femmes de Corée, de Chine, de Taïwan, des Philippines, d'Indonésie et des Pays-Bas, qui témoigneront également. Elle est la requérante principale de ce recours et la seule de prime abord à utiliser son vrai nom en lien avec l'affaire. Elle est poussée à révéler son histoire au public après 40 ans de silence, par l'influence grandissante du mouvement des droits des femmes en Corée du Sud. Kim Hak-sun est morte en 1997, l'affaire étant alors toujours en cours.

## Biographie
(avril 2024).
Kim Hak-sun est vendue à 15 ans à une famille qui forme des gisaeng à Pyongyang par sa mère, qui n'a pas les moyens financiers de subvenir à son éducation. On lui donne le nom de Kumhwa et elle suit cette formation durant deux années. En 1941, à l'âge de 17 ans, le propriétaire de la maison l'emmène avec une amie en Chine, car il ne trouve pas d'opportunité pour son commerce en Corée. Là-bas, elles sont emmenées de force dans une maison abandonnée et violées. Elle témoigne : « No longer able to make ends meet, my mother sold me to a kisaeng house owner in Pyongyang when I was 15. After living there for two years, I thought I had gotten my first job. But the place I was taken by the kisaeng house owner who had adopted me was a division of the Japanese Army in North China. There were more than 300 soldiers there. First I was sold for ¥40, then trained to be an entertainer for a few years, and after that I went to a place where Japanese soldiers were stationed. »
Au lieu de les payer, les militaires japonais les emprisonnent en tant qu'esclaves sexuelles dans une station de réconfort, de fait un établissement de prostitution. Elles sont obligées de servir un petit groupe d'hommes japonais, ainsi que d'autres hommes que les soldats japonais emmènent avec eux. Elle passe quatre mois dans diverses stations de réconfort, avant de rencontrer un homme coréen d'âge mûr qui l'aide à s'échapper. Elle se marie avec lui par la suite, et ils ont deux enfants, une fille et un garçon. Au moment où Kim Hak-sun dévoile son histoire, ses enfants et son mari sont morts depuis longtemps,.
L'histoire de Kim Hak-sun est relatée dans le livre The Korean Comfort Women Who Were Coercively Dragged Away for the Military (Les femmes coréennes enlevées par l'armée), publié en Corée en 1993. Le livre est édité par le Conseil coréen pour les femmes victimes de l'esclavage sexuel militaire par le Japon, et comprend l'histoire de dix-huit autres femmes. Le chapitre la concernant est traduit en anglais et publié dans le livre True Stories of the Korean Comfort Women (Les histoires véritables des femmes de réconfort).
En 1995 elle apparait dans une pièce intitulée Disappeared in Twilight (Disparue dans la pénombre) relatant la vie des femmes de réconfort.